# Quadrella (Plantae)
Quadrella, biljni rod u porodici kaparovki. Sastoji se od 22 priznatih vrsta rasprostranjenih po tropskoj Americi.

## Vrste
1. Quadrella alaineana Cornejo & Iltis
2. Quadrella angustifolia (Kunth) Iltis & Cornejo
3. Quadrella antonensis (Woodson) Iltis & Cornejo
4. Quadrella asperifolia (J. Presl) Iltis & Cornejo
5. Quadrella calciphila (Standl. & Steyerm.) Iltis & Cornejo
6. Quadrella cynophallophora (L.) Hutch.
7. Quadrella domingensis (Spreng. ex DC.) Iltis & Cornejo
8. Quadrella dressleri Cornejo & Iltis
9. Quadrella ferruginea (L.) Iltis & Cornejo
10. Quadrella filipes (J. D. Sm.) Iltis & Cornejo
11. Quadrella incana (Kunth) Iltis & Cornejo
12. Quadrella indica (L.) Iltis & Cornejo
13. Quadrella isthmensis (Eichler) Hutch.
14. Quadrella lindeniana Cornejo & Iltis
15. Quadrella lundellii (Standl.) Iltis & Cornejo
16. Quadrella mirifica (Standl.) Iltis & Cornejo
17. Quadrella morenoi Cornejo & Iltis
18. Quadrella odoratissima (Jacq.) Hutch.
19. Quadrella pringlei (Briq.) Iltis & Cornejo
20. Quadrella quintanarooensis Iltis & Cornejo
21. Quadrella singularis (R. Rankin) Iltis & Cornejo
22. Quadrella steyermarkii (Standl.) Iltis & Cornejo

## Sinonimi
- Quadrella subgen.Breyniastrum (DC.) Iltis
- Quadrella subgen.Intutis (Raf.) Iltis
- Linnaeobreynia Hutch.